# M05 (Oekraïne)
De M05 is een autoweg in Oekraïne. Het verbindt de hoofdstad Kiev met de havenstad Odessa aan de Zwarte Zee. De autoweg wordt momenteel omgebouwd tot autosnelweg over zijn gehele lengte. De weg is 468 kilometer lang, en het is de langste autosnelweg van Oekraïne.

## Verloop
De weg begint in het centrum van Kiev, waar de weg hoofdweg doorheen loopt met 2x3 rijstroken. Na het klaverblad met de rondweg van Kiev, en gaat daarna verder richting Bila Tserkva. Ter hoogte van deze stad is de weg al omgebouwd tot autosnelweg met ongelijkvloerse kruisingen en 2x2 rijstroken.
De M05 loopt door vlak land, en is behoorlijk recht. Bij Oeman ligt een belangrijke kruising, namelijk met de M12 die naar Vinnytsja en Kropyvnytsky loopt. Ten zuiden van het stadje Ljoebasjivka volgt de kruising met de M13, die naar Chisinau in Moldavië en naar Kropyvnytsky loopt.
Aan het eind van de weg volgt de kruising met de rondweg van Odessa die naar de M14, de M15 en de M16 loopt, welke respectievelijk naar Mykolajiv, Izmajil en Tiraspol in Moldavië lopen. Het laatste stuk tussen de ring en het centrum van Odessa is al omgebouwd naar een moderne snelweg met 2x3 rijstroken.
De M05 is onderdeel van de E95.
M01 ·
M02 ·
M03 ·
M04 ·
M05 ·
M06 ·
M07 ·
M08 ·
M09 ·
M10 ·
M11 ·
M12 ·
M13 ·
M14 ·
M15 ·
M16 ·
M17 ·
M18 ·
M19 ·
M20 ·
M21 ·
M22 ·
M23 ·
M24 ·
M25 ·
M26 ·
M27 ·
M28 ·
M29 ·
M30
N01 ·
N02 ·
N03 ·
N04 ·
N05 ·
N06 ·
N07 ·
N08 ·
N09 ·
N10 ·
N11 ·
N12 ·
N13 ·
N14 ·
N15 ·
N16 ·
N17 ·
N18 ·
N19 ·
N20 ·
N21 ·
N22 ·
N23 ·
N24 ·
N25 ·
N26 ·
N27 ·
N28 ·
N30 ·
N31 ·
N32 ·
N33